# Gracilignathichthys microlepis
Gracilignathichthys microlepis è un pesce osseo estinto, forse appartenente ai folidopleuriformi. Visse nel Triassico medio (Anisico - Ladinico, circa 244-242 milioni di anni fa) e i suoi resti fossili sono stati ritrovati in Europa.

## Descrizione
Questo pesce possedeva un corpo slanciato ed era lungo solitamente una quindicina di centimetri. Il muso era arrotondato, mentre il profilo del corpo era quasi cilindrico in vista laterale. La pinna dorsale era posizionata appena dopo la metà del corpo, mentre la pinna anale era ancor più posteriore. Le piccole pinne pelviche erano situate più vicino alla pinna anale che alle pinne pettorali. 
La testa di Gracilignathichthys era grande e occupava circa il 30% della lunghezza del corpo; le orbite erano grandi e situate anteriormente. La mascella era dotata di un ramo dentato lungo e sottile e di una piccola espansione posteriore ovale. La pinna caudale era grande e profondamente biforcuta. Le scaglie ricoprivano tutto il corpo ed erano molto piccole, sottili e disposte in file oblique.

## Classificazione
Gracilignathichtys microlepis venne descritto per la prima volta da Toni Burgin nel 1992, sulla base di alcuni esemplari fossili ritrovati nel famoso giacimento italo-svizzero di Besano - Monte San Giorgio. Burgin ascrisse questa forma ai folidopleuriformi (un gruppo di attinotterigi triassici dal corpo slanciato e solitamente dalle scaglie allungate) principalmente sulla base di caratteristiche quali la mascella sottile, la forma del preopercolo e della pinna caudale, ma altre caratteristiche (il tetto cranico, lo scheletro assiale) mostrano reminiscenze dei neotterigi basali. In ogni caso, solitamente questo taxon poco noto è considerato come un Pholidopleuriformes incertae sedis.